# Haploglossa picipennis
Haploglossa picipennis är en skalbaggsart som först beskrevs av Leonard Gyllenhaal 1827.  Haploglossa picipennis ingår i släktet Haploglossa, och familjen kortvingar. Enligt den finländska rödlistan är arten nära hotad i Finland. Arten är reproducerande i Sverige. Artens livsmiljö är moskogar.